# Erik Grönwall

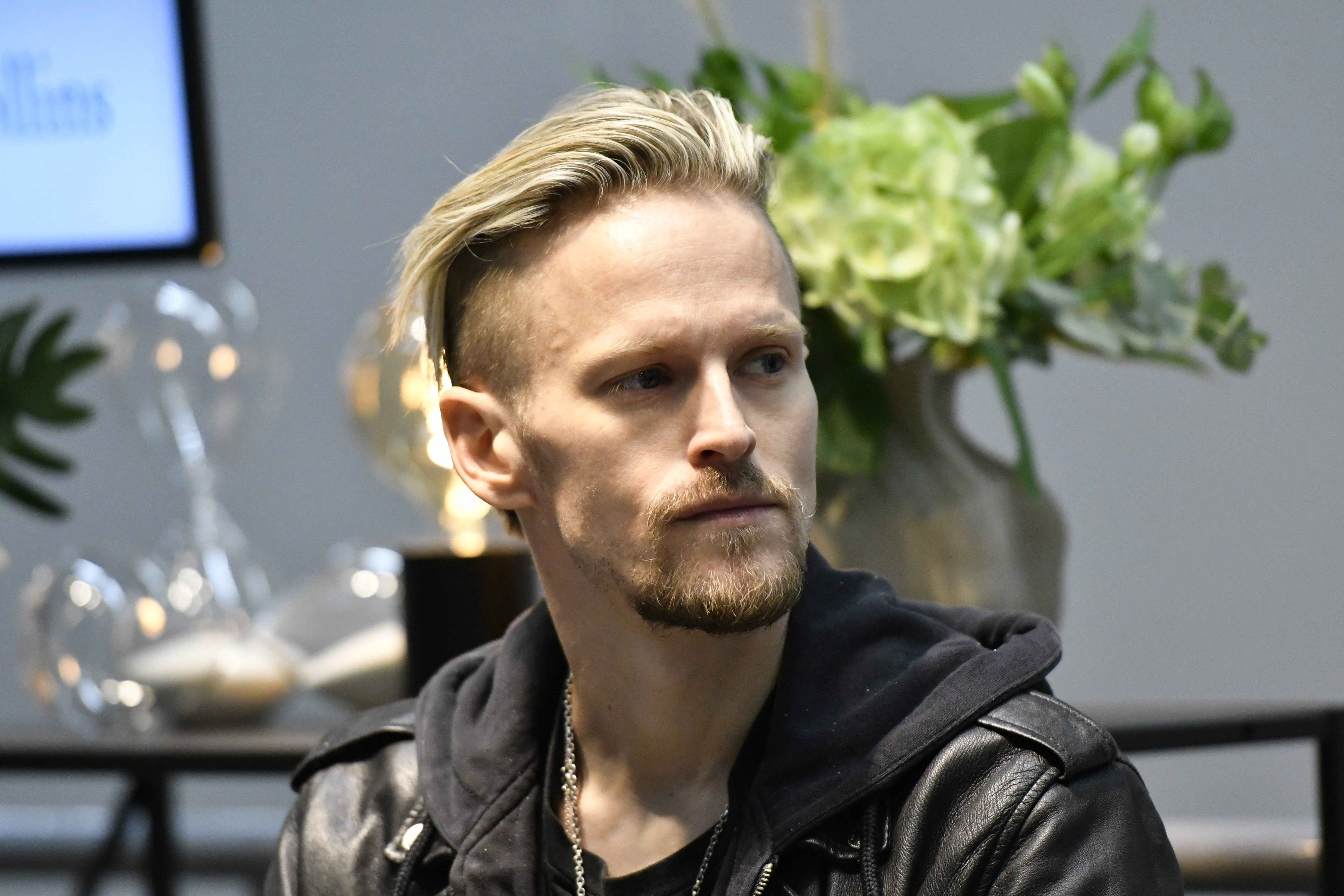
Erik Grönwall på bokmässan i Göteborg 2024.

Pär Erik Magnus Grönwall, född 3 december 1987 i Knivsta i Uppsala län är en svensk rocksångare och låtskrivare, mest känd för att ha vunnit Idol 2009. I finalen framförde han låten "Higher", som specialskrivits för de två finalisterna. "Higher" blev även Erik Grönwalls första singel. Han var mellan åren 2010 och 2020 frontman i rockbandet H.E.A.T. Mellan mars 2022 och mars 2024 var han sångare och frontman i bandet Skid Row.

## Karriär
Grönwall kom med i Idol 2007 där han blev "kidnappad" av Carina Berg. Han lyckades övertyga juryn på audition i Stockholm och fick en av guldbiljetterna där. Detta gjorde att han kom till slutaudition, men där åkte han ut redan första dagen. Han sjöng och spelade gitarr de kommande två åren i Metalbandet RAID från Enebyberg, innan han bestämde sig för att lämna bandet och gå sin egen väg. Grönwall sökte till Idol under våren 2009 genom "sista chansen", där han lyckades få en av de två sista guldbiljetterna. Han gjorde bra framträdanden under slutaudition, vilket resulterade i att han fick en plats i kvalveckan. Väl där röstades han vidare till veckofinalerna. Han gick till final där han vann mot Calle Kristiansson.
I december 2009 kom coveralbumet Erik Grönwall som innehöll en del av de låtar som han framförde under Idol. Albumet och hans första singel "Higher" (2009) (årets vinnarlåt för Idol 2009) sålde guld digitalt efter tre dagar.[källa behövs] Den 19 april 2010 gavs singeln "Crash and Burn" ut, skriven av David Stenmarck och Niklas Jarl. Förutom eget låtmaterial har artister som Paul Stanley, Joey Tempest, Andreas Carlsson, Nicke Borg och Johan Becker skrivit låtar till albumet. Skivan släpptes den 2 juni 2010. År 2010 blev Grönwall gruppen H.E.A.T.s nya sångare Ett nytt album, Address The Nation, spelades in och gavs ut i mars 2012. H.E.A.T släpptes på våren 2014 plattan Tearing Down The Walls. Uppföljaren Into The Great Unknown släpptes 2017. 
Grönwall gjorde i april 2018 sin debut i USA i NBC:s livesändning av Andrew Lloyd Webbers och Tim Rices Jesus Christ Superstar som lärjungen Simon Ivraren.
23 mars 2022 offentliggjordes det av Eddie Trunk att Grönwall ersätter ZP Theart som sångare i Skid Row.
25 juli 2023 berättade Erik om sin karriär och liv i P1-programmet Sommar.
I mars 2024 meddelade Erik att han lämnade Skid Row av hälsoskäl efter att ha drabbats av leukemi, som han diagnostiserades med och behandlades för år 2021.

## Diskografi

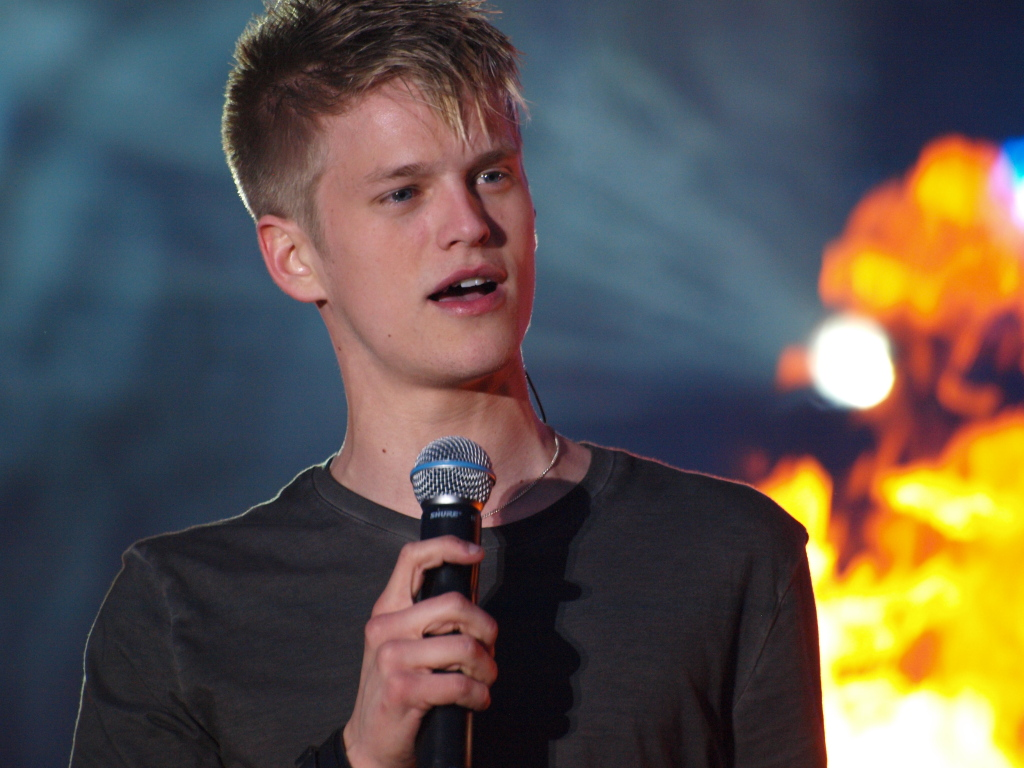
Erik Grönwall, 2010.

- 2009 – Erik Grönwall (Låtar från idoltiden + Idolvinnarlåten Higher)
- 2010 – Somewhere Between a Rock and a Hard Place
- 2012 – Address The Nation (H.E.A.T)
- 2014 – Tearing Down The Walls (H.E.A.T)
- 2017 – Into The Great Unknown (H.E.A.T)
- 2020 – HEAT ll